# Chiesa di San Francesco (Gallarate)
La chiesa di San Francesco è una chiesa posta nel centro di Gallarate, in provincia di Varese e arcidiocesi di Milano.

## Storia
La presenza di una comunità francescana è documentata a Gallarate con il convento presente dal 1234, forse edificato dopo che sul territorio erano giunti frati predicatori che portarono alcuni benefattori a far dono di un “debitum” dove poter edificare la chiesa e gli annessi locali del convento, con l'autorizzazione di papa Gregorio IX con la bolla pontificia “Attendentes” del 6 ottobre 1234. Il papa invitava l'arcivescovo di Milano Guglielmo Rizzoli a supportare il nuovo insediamento. La costruzione richiese però tempo e denaro e nel 1245 fu papa Innocenzo IV a sollecitarne i lavori. Il convento francescano fu soppresso il 18 luglio 1798 diventando locali del demanio e poco tempo dopo fu distrutta anche l'antica chiesa.
I locali del convento ospitano il Museo della società degli studi patri.
La chiesa si trova in piazza Risorgimento, eretta dal 1906 al 1910 su disegno dell'architetto Gaetano Moretti. Fabbricieri della chiesa furono allora le famiglie storiche ed industriali della città, tra cui: Majno, Cantoni, Ponti, Bonicalzi, i nobili Forni, Sartorio e molti altri, come viene ricordato dalla lapide marmorea posta sul lato sinistro dell'ingresso centrale. Nel 1919 fu completata l'affrescatura interna e venne inaugurata la nuova facciata. Nel 1965 fu costruito accanto alla chiesa un monastero di monache benedettine di clausura che hanno il compito di conservare la chiesa.

## Nella vita della comunità diocesana
Il tempio assume un particolare significato nella memoria dei gallaratesi in quanto ad esso erano particolarmente legati i cardinali Efrem Forni, che qui è sepolto, per sua volontà, nel monumentale sarcofago posto alla sinistra dell'altare maggiore, e Giovanni Colombo, arcivescovo di Milano.

## Galleria d'immagini

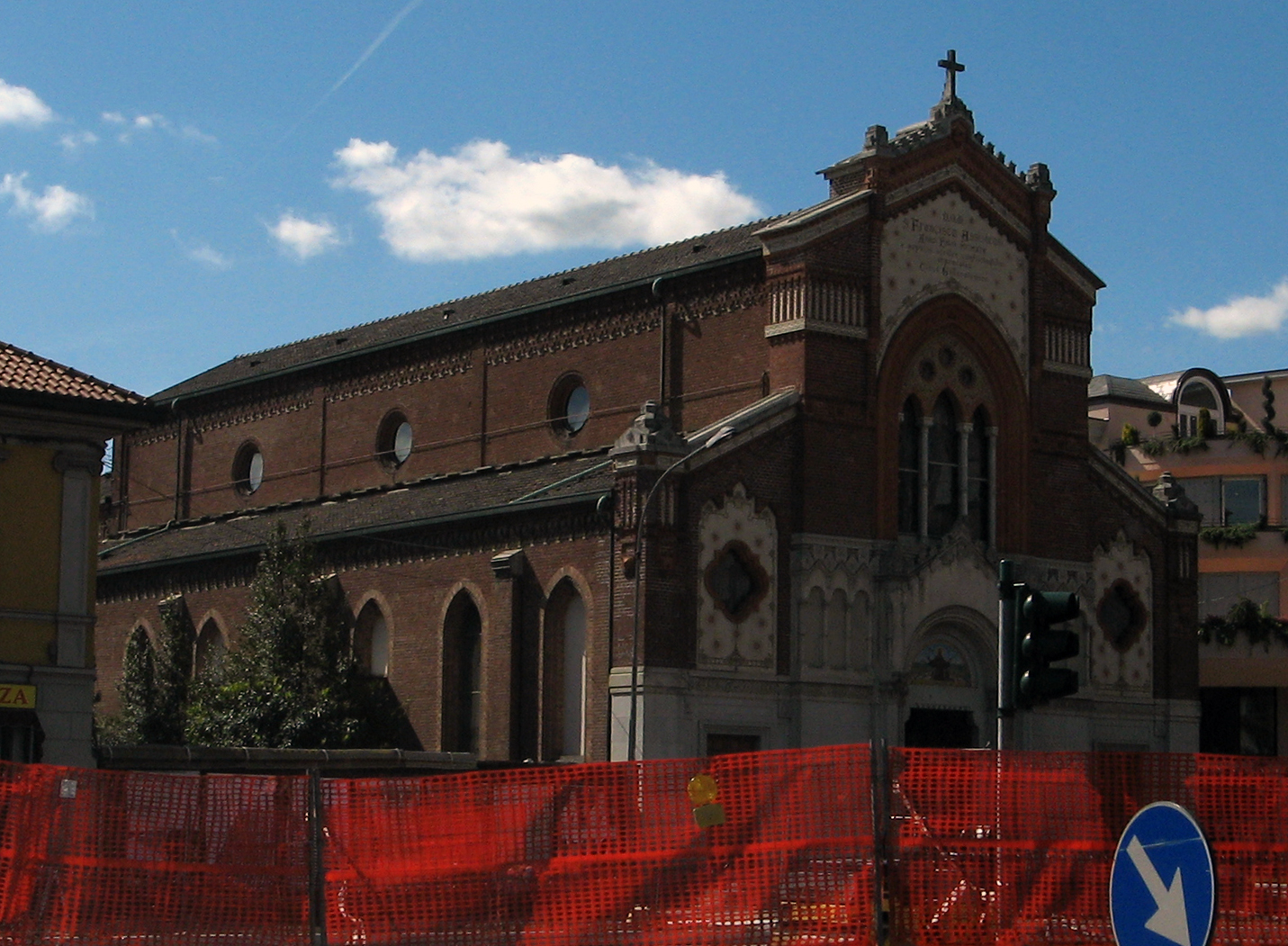
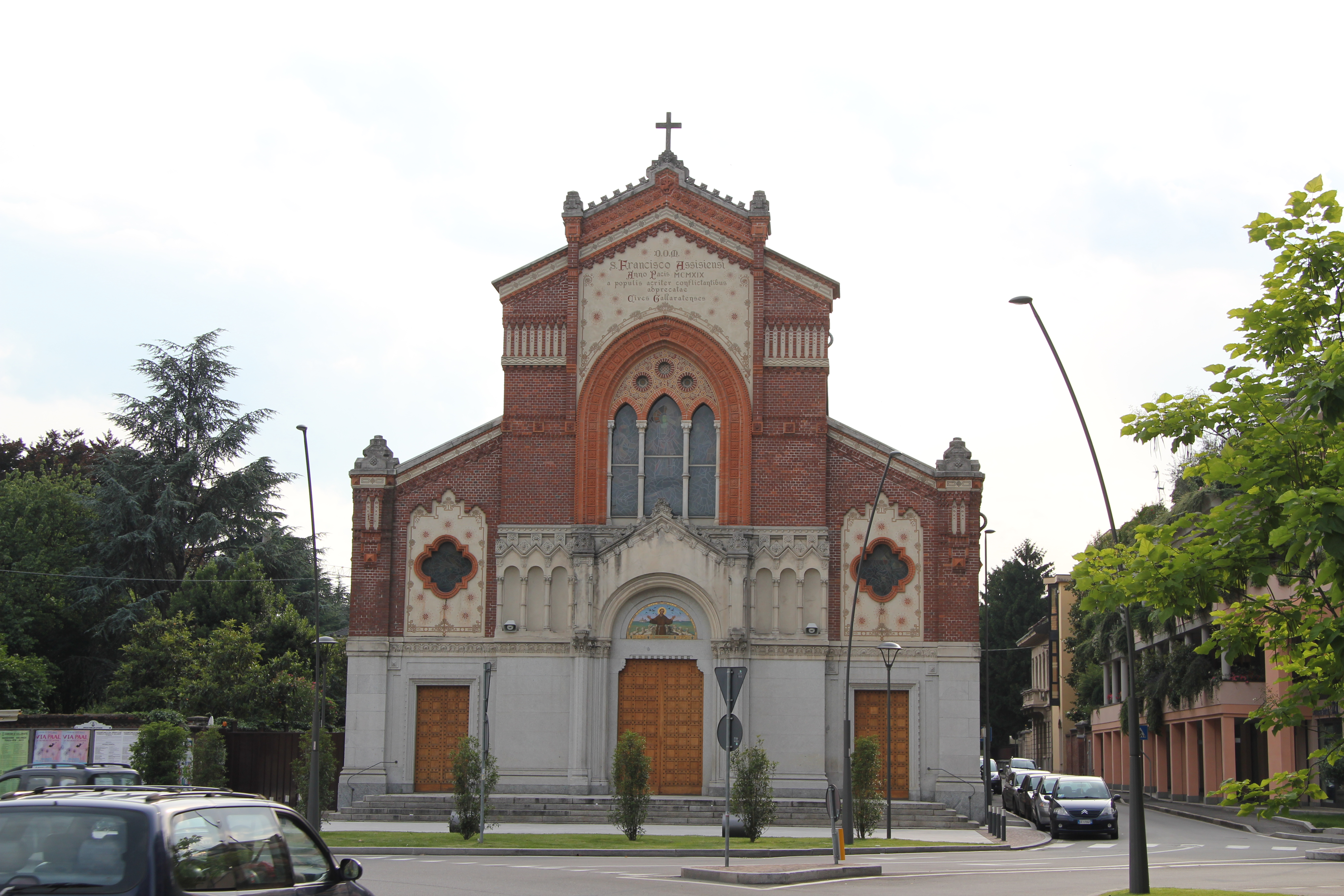
La facciata